# Selskabet for Fremtidsforskning
Selskabet for Fremtidsforskning er en foreningsbaseret folkeoplysende dansk tænketank stiftet i 1968. Formålet er at brede debatten om Danmarks fremtid ud til alle. Siden 1968 har selskabet løbende udgivet sit tidsskrift, Futuriblerne, der samler viden og visioner indenfor et indsatsområde. Selskabet har igennem årene afholdt konferencer og fremtidssymposier, udgivet rapporter og udviklet metoder til brug i fremtidsforskningen.

## Fremtidsforskning
Begrebet fremtidsforskning defineres som evnen til
1. at forstå sin nutid,
2. forestille sig mulige fremtider (fremtidsviften),
3. træffe et ønskværdigt valg af fremtid og
4. tilbageprojektere skridt for skridt fremtid til nutiden for
5. at kunne træffe et nutidigt valg af 'næste skridt' (backcasting).

Denne tilgang til fremtidsforskning forstås bedst med sin modsætning. At det vil være forkert - passivt - at forudse fremtiden alene ud fra en fremskrivning og modellering baseret på historiske data. Populært sagt, mener Selskabet at den bedste måde at forudse fremtiden på, er ved at skabe den selv. Fremtiden er et valg. At være med til at træffe visionære, kvalificerede og ambitiøse valg, der løser Danmarks og klodens store udfordringer er selskabets mission.
Selskabet er i 2017 under rekonstruktion og får bl.a. ny ledelse. Ledelsen er primo 2017 organiseret i en styregruppe, med en formand (Peter Theisen) og en konstitueret generalsekretær (Nils Beck). Ny generalsekretær bliver højskoleforstander Tyge Mortensen.

## Selskabets ledelse og organisering
Selskabets ledelse består af en generalsekretær, en formand og et forretningsudvalg på op til 12 medlemmer. Samtlige tilknyttede personer arbejder ulønnet og dets virke er uafhængig af partipolitiske og økonomiske interesser.

### Generalsekretærer
1968-1975: Arne Sørensen, generalsekretær og stifter
1975-1983: Thorkil Kristensen, generalsekretær
1983-2007: Torben Bo Jansen, generalsekretær
2007-2017: Nils Bech, konstitueret generalsekretær
2017- : Tyge Mortensen, generalsekretær

### Formænd
1968-1975: Arne Sørensen, formand og stifter
1978-1983: Torben Bo Jansen, formand
1983-1992: Helge Severinsen, formand
1992-2007: Jette Jansen
2007-2017: Peter Theisen, formand
2017-2020: Michael Bohn, formand
2020- : Keld Holm

## Historie
Selskabet for Fremtidsforskning blev stiftet på initiativ af filosoffen, forfatteren, tidligere minister og senere højskoleforstander, Arne Sørensen. Med kort mellemrum stiftede han tre selskaber – i 1967 Akademiet for Fremtidsforskning, i 1968 Selskabet for Fremtidsforskning og i 1970 tilføjedes Institut for Fremtidsforskning.
Akademiet var tænkt som akademisk forum for debat og gensidig inspiration for forskere og filosoffer samt for udvikling af forskningsprojekter. Selskabet skulle være bindeled mellem forskerne og den folkelige almenhed til formidling af ideer begge veje. Instituttet – den gang under ledelse af fhv. finansminister Thorkil Kristensen (V) – skulle forestå metodeudvikling og forskningen i samfundets fremtidige udvikling baseret på teknikker til forudsigelse af fremtiden (fremtidsscenarier).
Netop Instituttets trend- og prognoseorienterede arbejdsform var imidlertid ude af tråd med den ledende opfattelse i Selskabet, hvorfor det kom til et brud i 1980. I stedet oprettede sociologen og fremtidsforskeren Torben Bo Jansen året efter et konkurrerende Institut for Anvendt Fremtidsforskning, som arbejdede ud fra Selskabets forestillinger om fremtidsforskningens muligheder, og som virkede i perioden frem til 2008. Det hidtidige institut fortsatte sin virksomhed under Akademiets auspicier.

## Værdier og mål
Selskabet for Fremtidsforskning afviser både anvendelsen af prognostiske fremskrivninger af udviklingen og af utopiske eller dystopiske scenarier for samfundets udvikling. Efter Selskabets opfattelse er fremtid altid menneskeskabt og kan derfor ikke beregnes, men kun vælges. Disse valg af fremtid må foretages ud fra den vifte af muligheder, som står åbne i nutiden, og som bedst tilfredsstiller latente behov og værdiforestillinger. Det er Selskabets grundopfattelse, at alle – som individ, familie, virksomhed og samfund – kan skabe forudsætninger for ’det gode og meningsfulde liv’ ved selv at vælge den ønskværdige fremtid. Værktøjet til realisering af dette mål er, hvad Selskabet kalder for ’Backcasting’ (tilbageregning).

## Backcasting
Forecasting eller (på dansk) prognosticering er et ofte anvendt middel til fastlæggelse af fremtidsmål. Selskabet er af den opfattelse, at anvendelsen af denne teknik fører til uholdbare resultater. Som alternativ tilbydes værktøjet Backcasting – en systematisk, dokumenterbar, trin-for-trin tilbageregning fra fremtid til nutid af hvordan ønskværdige, specificerede mål kan realiseres. Som akademisk-videnskabeligt værktøj er det skabt af ovennævnte Torben Bo Jansen og i en mere jordnær udgave – Backcasting for Dummies – populariseret af civilingeniør John Bern Nielsen.

## Aktiviteter
Selskabet har gennem fem årtier udgivet tidsskriftet Futuriblerne. Navnet var oprindelig en sproglig nydannelse efter fransk mønster: “De i fremtid mulige foreteelser”. Tidsskriftet udgives i dag som e-medie i et e-bibliotek, der rummer mere end 200 numre (1500 artikler) og som årligt har ca. 25.000 læsere. Dertil har Selskabet afholdt høringer og seminarer og har en løbende foredragsvirksomhed.

## Torben Bo Jansen
Torben Bo Jansen (1942-2007) var magister i sociologi og under studiet lærer ved Den Sociale Højskole. Ansat ved Sociologisk Institut på Københavns Universitet 1966-1974, derefter tilknyttet Instituttet for Fremtidsforskning 1974-1983, siden leder af Institut for Anvendt Fremtidsforskning og direktør for Center for Udviklingsteknologi. Jansen var fra 1972 og frem til sin død først formand og siden generalsekretær for Selskabet for Fremtidsforskning. Han har skrevet bøger og artikler om sociologiske emner, fremtidsforskning, virksomheds- og værdiledelse og ofte anvendt som foredragsholder og leder af seminarer. Som debattør gjorde han fremtidsforskningens synsvinkel gældende over for politiske, sociale og videnskabelige problemformuleringer.